# Teresa Stolz
Teresa Stolz, właśc. Teresina Stolzová (ur. 2 czerwca 1834 w Kostelcu nad Labem, zm. 23 sierpnia 1902 w Mediolanie) – czeska śpiewaczka, sopran spinto.

## Życiorys
Urodziła się w rodzinie muzyków, jej siostry Francesca i Ludmila także zostały śpiewaczkami. Studiowała w Konserwatorium Praskim (1849–1851) oraz u Luigiego Ricciego w Trieście (1855–1856). Zadebiutowała na scenie w 1857 roku w Tyflisie wraz z włoską grupą operową. W kolejnych latach występowała w Odessie i Konstantynopolu. Po 1863 roku śpiewała we Włoszech, zdobywając sobie uznanie rolami w operach Giuseppe Verdiego. W 1874 roku wzięła udział w prawykonaniu jego Requiem. W latach 1876–1877 występowała w Petersburgu. W 1879 roku zakończyła karierę sceniczną.
Obdarzona była silnym głosem, o skali sięgającej od g do cis3. Podobnie jak siostry miała romans ze swoim nauczycielem Luigim Riccim, któremu urodziła dziecko. Plotkowano także o jej romansie z Giuseppe Verdim.